# Тројице (трио)
Тројице бугарска је поп-фолк група, основана 2000. године. Групу су чиниле Теодора Маринова (касније замењен са Маргарита Митова), Валентина Пенкова и Анета. Група се распала 2002. године. 

## Дискографија

### Албуми
- (2001)

### Спотови
| Спот | Година | Режисер               |
| ---- | ------ | --------------------- |
|      | 2000   |                       |
|      | 2001   | Магјердич Халваджијан |